# Équipe de Croatie féminine de volley-ball
L'équipe de Croatie féminine de volley-ball est composée des meilleures joueuses croates sélectionnées par la Fédération croate de volley-ball (Hrvatski Odbojkaški Savez, HOS). Elle est classée au 25e rang de la Fédération internationale de volley-ball au 10 juillet 2022.

## Sélection actuelle
Sélection pour les Qualifications aux championnats d'Europe de 2011.

Entraîneur : Miroslav Aksentijević  ; entraîneur-adjoint : Tomo Paun 

## Palmarès et parcours

### Palmarès
- Championnat d'Europe :
  - Finaliste : 1995, 1997, 1999
- Jeux méditerranéens (1) :
  - Vainqueur : 1993

### Parcours

#### Jeux Olympiques
| - 1992 : non qualifiée - 1996 : non qualifiée - 2000 : 7e - 2004 : non qualifiée - 2008 : non qualifiée | - 2012 : non qualifiée - 2016 : non qualifiée - 2020 : non qualifiée - 2024 : non qualifiée |

#### Championnats du monde
| - 1994 : non qualifiée - 1998 : 6e - 2002 : non qualifiée - 2006 : non qualifiée - 2010 : 17e - 2014 : 13e - 2018 : non qualifiée - 2022 : 22e - 2025 : non qualifiée |

#### Championnats d'Europe
| - 1991 : non qualifiée - 1993 : 6e - 1995 : Finaliste - 1997 : Finaliste - 1999 : Finaliste - 2001 : 9e - 2003 : non qualifiée - 2005 : 8e - 2007 : 14e - 2009 : 16e | - 2011 : 13e - 2013 : 5e - 2015 : 10e - 2017 : 11e - 2019 : 11e - 2021 : 10e - 2023 : 22e |

#### Coupe du monde
| - 1991 : non qualifiée - 1995 : 4e - 1999 : 8e - 2003 : non qualifiée - 2007 : non qualifiée - 2011 : non qualifiée - 2015 : non qualifiée - 2019 : non qualifiée |

#### Ligue européenne
| - 2009 : non qualifiée - 2010 : non qualifiée - 2011 : 11e - 2012 : non qualifiée - 2013 : non qualifiée - 2014 : non qualifiée - 2015 : non qualifiée - 2016 : non qualifiée | - 2017 : non qualifiée - 2018 : 7e - 2019 : Finaliste - 2021 : Finaliste - 2022 : 3e - 2023 : non qualifiée - 2024 : 9e |